# Oxford (miasto w stanie Massachusetts)
Oxford – miasto w Stanach Zjednoczonych, w stanie Massachusetts, w hrabstwie Worcester.